# Andreu I d'Hongria
Andreu I d'Hongria (1015? - Zirc, 27 de gener de 1061) fou rei d'Hongria (1047-1061). Fill d'un cosí germà d'Esteve I d'Hongria, va arribar al tron després de passar quinze anys a l'exili al deposar Pere Orseolo, l'hereu designat per Esteve.
Lluità contra l'emperador Enric III per defensar la independència d'Hongria, del qual n'acabà esdevenint vassall a través d'un tractat, i feu costat al catolicisme enfront del Cisma d'Orient. Va intentar assegurar la successió del seu fill, cosa que causà la revolta del seu germà Béla que el deposà.
El 1055, durant el seu regnat, es redactà el primer document que se'n té constància en hongarès, al monestir de Pannonhalma.

## Biografia

### Joventut
Andreu era el fill del duc Vazul, un noble hongarès membre de la dinastia Árpád. Vazul era cosí germà del primer rei d'Hongria, el sant Esteve I.
Quan l'únic fill d'Esteve va morir en un accident de cacera, els antics costums magiar convertien a Vazul en l'hereu aparent d'Esteve, ja que d'acord amb els usos tribals el llinatge es transmetia al parent més gran per línia exclusivament masculina. Però el rei Esteve volia preservar el cristianisme a Hongria i desconfiava de Vazul, del qui es rumorejava que encara seguia les creences paganes.
Per aquest motiu, Esteve va designar el fill de la seva germana, Pere Orseolo, com a successor. Aleshores Vazul va prendre part a una conspiració per assassinar el rei Esteve. L'intent d'assassinat va fallar i a Vazul li van buidar els ulls i li van posar plom fos a les orelles. Els seus tres fills van ser exiliats.

### Exili
Andreu i els seus dos germans Béla i Levente van fugir a Bohèmia, i després es desplaçaren a Polònia on Béla es casà amb una dama de la dinastia Piast. Andreu i Levente, probablement sentint-se desplaçats pel seu germà, van marxar a Kíev, on Andreu va casar-se amb Anastàsia, la filla del gran duc Yaroslav I de Kiev.
A Kiev reberen una carta, de part del bisbe Gerard Sagredo, en la que es posava fi al seu exili i se'ls convidava a tornar a Hongria. Però quan Andreu i Levente van arribar es van trobar que havia esclatat una revolta per part dels pagans en contra de Pere Orseolo. Els dos germans van decidir aliar-se amb els pagans per tal de recuperar el tron i van aconseguir capturar a Pere, al qui li van buidar els ulls i morí en captivitat poc temps després. Levente, que havia estat ferit en combat, va morir de les ferides rebudes un any després.

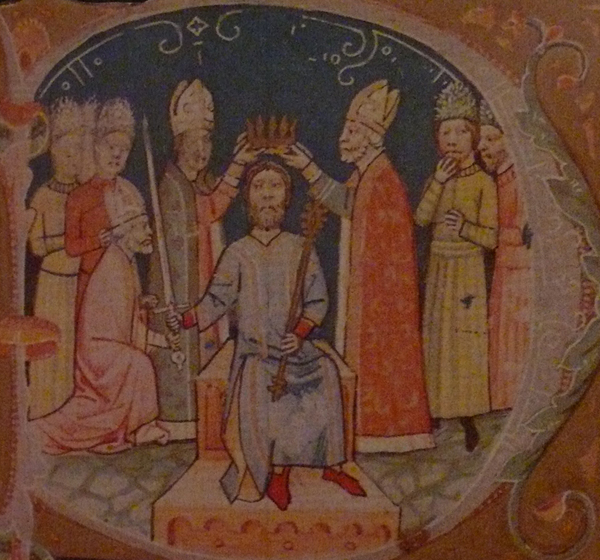
Miniatura del Chronicon Pictum: la coronació d'Andreu I

### Regnat
Un cop va ser coronat rei l'any 1047, i tot i que gran part dels seus partidaris i el seu propi germà Levente eren pagans convençuts, Andreu va fer-se batejar i va continuar les polítiques de suport al cristianisme dels seus successors. Va convidar sacerdots estrangers a venir a evangelitzar Hongria, ja que gran part del clergat havia estat assassinat pels pagans durant les revoltes (entre ells el bisbe Gerard).
Les relacions amb el Sacre Imperi Romà eren tenses, ja que Pere Orseolo havia estat un ferm aliat de l'emperador Enric III i se n'havia declarat vassall. Tot i que Andreu estava disposat a acceptar la supremacia de l'emperador, Enric no va acceptar la pau i Andreu es va veure obligat a preparar-se per la guerra. Va demanar al seu germà Béla, que a Polònia s'havia convertit en un comandant de l'exèrcit de prestigi, que anés a la seva cort i li va confiar el govern d'una tercera part del seu regne.
El 1051 les tropes de l'emperador Enric van ser derrotades pels hongaresos a Vértes, i la flota imperial va ser enganyada amb una carta falsificada ordenant que tornessin enrere. Tot i les mediacions de l'abat Hug de Cluny primer, i del Papa Lleó IX després, l'emperador no va acceptar les ofertes de pau d'Andreu. El rei hongarès va aliar-se, el 1053, amb el duc Conrad II de Baviera per coordinar l'oposició a l'emperador. L'any 1056 moria Enric III i era succeït pel seu fill de sis anys Enric IV.

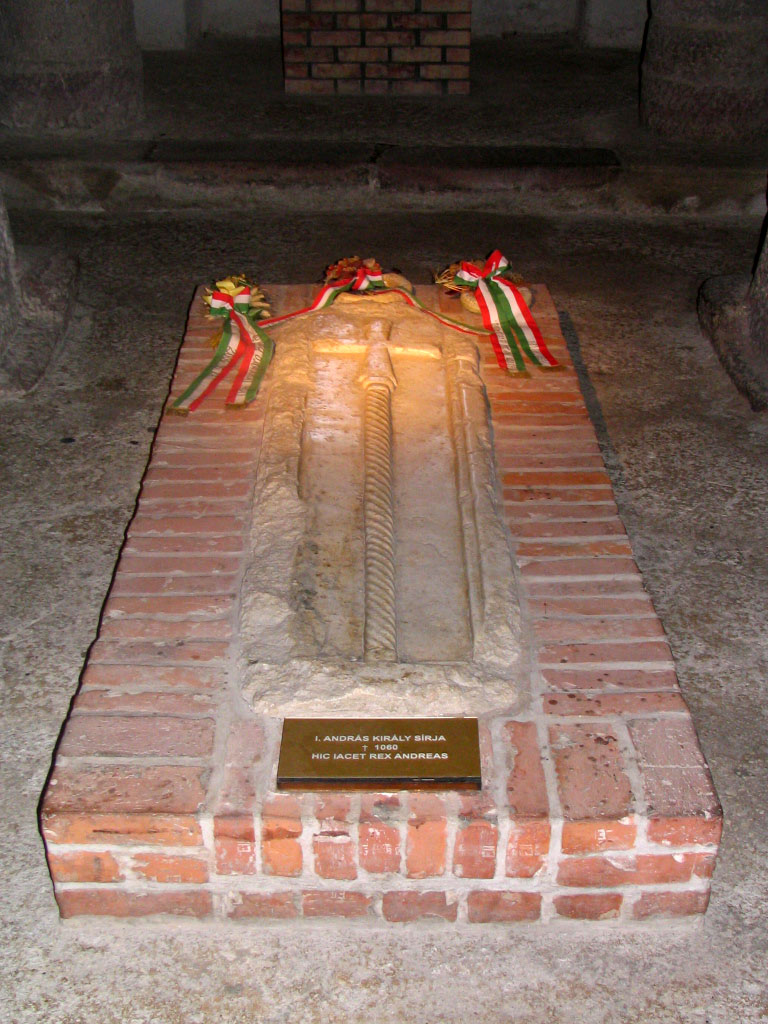
Tomba d'Andreu a l'abadia de Tihany

### Deposició
L'any 1057, Andreu va intentar assegurar la successió del seu fill de cinc anys, Salomó. Això va enfurismar el seu germà Béla, que d'acord amb els antics costums magiars era l'hereu com a parent adult més pròxim. Béla va abandonar la cort i es va fer fort als seus dominis sense acceptar la successió de Salomó.
El 1058 Andreu es va entrevistar amb el rei d'Alemanya Enric, i va aconseguir arribar a un acord de pau segellat pel prometatge de Salomó amb la germana d'Enric, Judit de Suàbia. Un cop aconseguida la pau amb el Sacre Imperi, Andreu va tornar a dirigir-se al seu germà Béla per acceptés el seu fill com a hereu, però Béla va marxar cap a Polònia per reclutar exèrcits per la seva causa.
En assabentar-se'n de la rebel·lió del seu germà, Andreu va enviar la seva família a Àustria i es va preparar per al combat. Andreu, però, ja estava tan malalt que ni tan sols era capaç de caminar. Quan el Duc Béla va arribar a Hongria amb el suport de tropes poloneses, va obtenir una victòria decisiva sobre el seu germà. Andreu va intentar fugir també a Àustria, però va caure del cavall i fou capturat. Els homes de Béla el van portar a Zirc, on morí poc després.
Andreu va ser enterrat a l'abadia de Tihany, que ell havia fet construir.

## Família

### Avantpassats

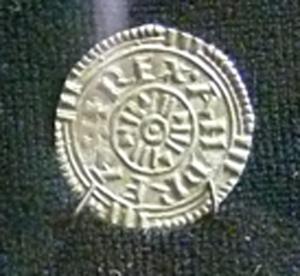
Denari d'Andreu I

Andreu pertanyia a la dinastia Árpád, descendent directe del fundador de la nissaga a través del seu avi Taksony. El seu pare Vazul era cosí germà del rei Esteve I.
|  |                        |  |  |  |  |  |  |  |  |  |  |  |  |  |  |  |
|  | 8. Taksony d'Hongria   |  |  |  |  |  |  |  |  |  |  |  |  |  |  |  |
|  |                        |  |  |  |  |  |  |  |  |  |  |  |  |  |  |  |
|  |                        |  |  |  |  |  |  |  |  |  |  |  |  |  |  |  |
|  | 4. Mihály              |  |  |  |  |  |  |  |  |  |  |  |  |  |  |  |
|  |                        |  |  |  |  |  |  |  |  |  |  |  |  |  |  |  |
|  |                        |  |  |  |  |  |  |  |  |  |  |  |  |  |  |  |
|  | 2. Vazul               |  |  |  |  |  |  |  |  |  |  |  |  |  |  |  |
|  |                        |  |  |  |  |  |  |  |  |  |  |  |  |  |  |  |
|  |                        |  |  |  |  |  |  |  |  |  |  |  |  |  |  |  |
|  | 5. Adelaida de Polònia |  |  |  |  |  |  |  |  |  |  |  |  |  |  |  |
|  |                        |  |  |  |  |  |  |  |  |  |  |  |  |  |  |  |
|  |                        |  |  |  |  |  |  |  |  |  |  |  |  |  |  |  |
|  | 1. Andreu I d'Hongria  |  |  |  |  |  |  |  |  |  |  |  |  |  |  |  |
|  |                        |  |  |  |  |  |  |  |  |  |  |  |  |  |  |  |
|  |                        |  |  |  |  |  |  |  |  |  |  |  |  |  |  |  |

### Núpcies i descendents
Andreu es va casar, vers l'any 1039, amb Anastàsia de Kíev (vers 1023 - vers 1096), filla del gran duc Yaroslav I de Kiev i la seva esposa, Ingigerd de Suècia. Tingueren tres fills:
- Adelaida (vers 1040 - 1062), futura esposa del rei Vratislav II de Bohèmia.
- Salomó (1053 - 1087 o posterior), futur rei d'Hongria.
- David (després de 1053 - després de 1094).